# تحرك شجري

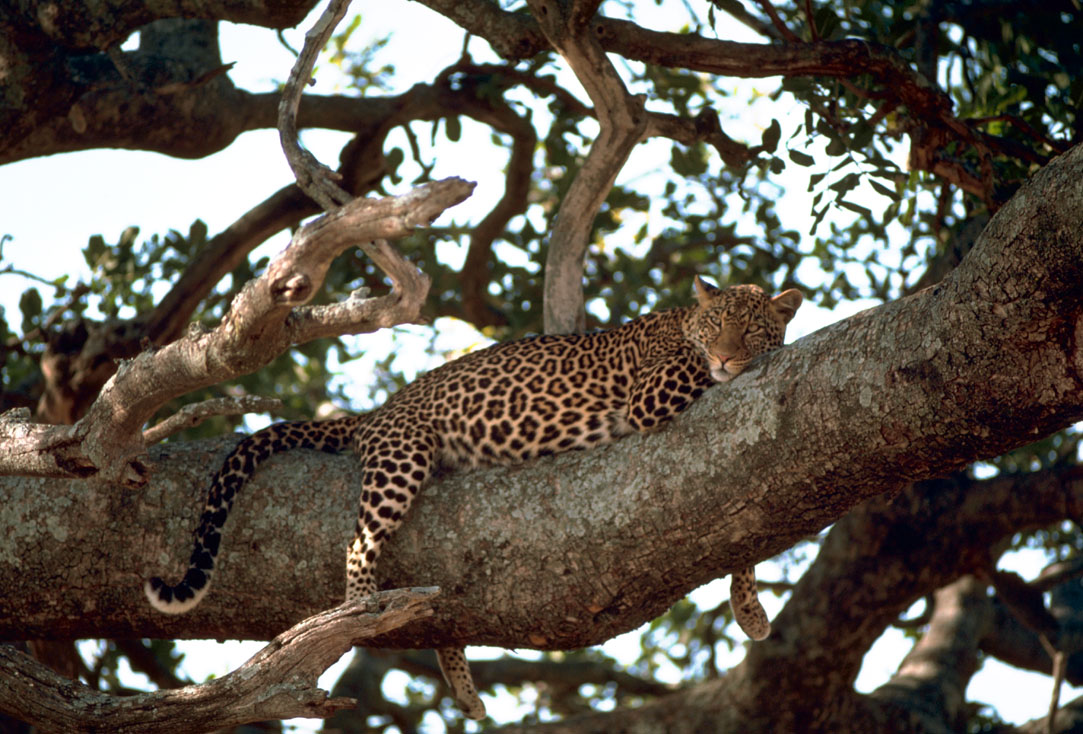
النمور متسلقون جيدون، ويستطيعون حمل صيدهم أعلى الأشجار ليبقى بعيدًا عن منال القمامات والضواري الأخرى.

التنقل الشجري هو تنقّل الحيوانات في الأشجار. تطورت الحيوانات في كل موطن تتواجد به الأشجار لتتنقل بينها. وقد تتسلق بعض الحيوانات الأشجار أحيانًا فقط، بينما البعض الآخر يعتاد ذلك في الأساس. وتُشكل هذه المواطن العديد من التحدّيات الميكانيكية للحيوانات المتنقلة خلالها، مما أدى إلى مجموعةٍ متنوعة من العواقب التشريحية، السلوكية، والإيكولوجية. ويضاف إلى ذلك، يمكن تطبيق العديد من هذه المبادئ لتسلق ما دون الأشجار، مثل أكوام الصخور أو الجبال.
وأول فقاريات رباعية الأطراف معروفة بتخصصات طورتها لتتسلق الأشجار، هي السومينيا (Suminia) نوع من السينابسيدات (synapsid) من العصر البرمي، منذ حوالي 260 مليون سنة.
بعض الحيوانات اللافقارية تحيا بين الأشجار في الأساس، على سبيل المثال، انظر حلزون الأشجار (tree snail).

## الميكانيكا الحيوية
تشكل المواطن الشجرية العديد من التحديات الميكانيكية للحيوانات المتحركة بينها، والتي تم حلها بطرقٍ مختلفة. ومن ضمن هذه التحديات التحرك على الأفرع الضيقة، والصعود والنزول من المنحدرات، والتوازن، وعبور الفجوات، والتعامل مع العوائق.

### القطر
يشكل التحرك عبر الأسطح الضيقة مصاعب خاصة على الحيوانات. فخلال التنقل على الأرض، قد يتغير مركز الكتلة من جانبٍ إلى آخر، ولكن خلال التنقل الشجري، ينتج عنه تحرك مركز الكتلة إلى ما بعد حافة الفرع، مما ينتج عنه قابلية الوقوع من على الغصن. بالإضافة لذلك، فموضع القدم محكوم بالحاجة لخلق احتكاك بالفرع الضيق. ويحد ضيق الفرع من مجال الحركة والوضع الذي يمكن أن يستخدمه الحيوان للتحرك.

### الانحدار
وكثيرًا ما تتوجه الأفرع لزاوية في اتجاه الجاذبية في المواطن الشجرية، من ضمنها أن تكون الأفرع رأسية، مما يشكل مشاكل خاصة. بتحرك الحيوان للأعلى على فرعٍ منحدر، يجب عليه مواجهة قوة الجاذبية لرفع الجسد، جاعلاً من الحركة أمرًا أكثر صعوبة. والعكس بالعكس، بينما ينزل الحيوان، يجب عليه مواجهة الجاذبية للتحكم في نزوله وتفادي السقوط. ويمكن أن يكون النزول مشكلة خاصة للعديد من الحيوانات، والحيوانات الشجرية العليا عادة ما يكون لها طرق متخصصة للتحكم في نزولها.

### التوازن
بسبب ارتفاع العديد من الأفرع، والعواقب المحتملة الكارثية للوقوع، فالتوازن يعد شديد الأهمية للحيوانات الشجرية. وتتمثل المشكلة الأساسية في الوقوع من الجانب بسبب ضيق قاعدة الدعم على الأفرع الأفقية وقليلة الانحدار. وكلما كان الفرع أضيّق، زادت الصعوبة التي يواجهها حيوان معين في التوازن. وعلى الأفرع شديدة الانحدار والعمودية، يصبح الوقوع مشكلة أبسط، والتأرجح للخلف أو الانزلاق للأسفل يصبح هو المشكلة الأرجح. في هذه الحالة، تشكل الأفرع الأوسع قطرًا تحديًا أكبر، بما أن الحيوان لا يستطيع وضع أطرافه الأمامية أقرب من أطرافه الخلفية إلى مركز الفرع.

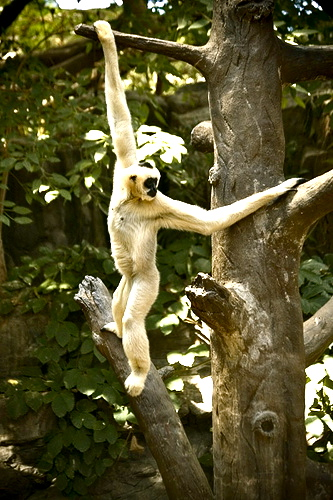
الجيبونات حيوانات غصنية جيدة للغاية بسبب أطرافها الممدودة التي تمكنها من التأرجح والتمسك بسهولة بالأفرع.

### عبور الفجوات
الأفرع ليست دائمة الامتداد، ويجب على أي حيوان شجري أن يقدر على التحرك بين الفجوات بين الأفرع، أو حتى بين تلك الأشجار. ويمكن تحقيق هذا بالامتداد عبر الفجوات، أو القفز عبرها.

### العوائق
عادةً ما تحتوي المواطن الشجرية على العديد من العوائق، على شكل الأفرع المنبثقة من الفرع الذي يتم التحرك عليه، والأفرع الأخرى المؤثرة على المساحة التي يحتاجها الحيوان للتحرك خلالها. وقد تعرقل هذه العوائق الحركة، أو قد تستخدم كنقاط احتكاك إضافية لتحسينها، ولكن دراسة مخبرية واحدة فقط تمكنت من تحديد نتائج العوائق كميًا.

## التخصصات التشريحية
الكائنات الحية الشجرية تظهر العديد من التخصصات للتعامل مع التحديات الميكانيكية للتحرك عبر مواطنها.

### طول الطرف
عادةً ما تكون للحيوانات الشجرية أطرافً مطولة تساعد على عبور الفجوات، وبلوغ الفاكهة أو الموارد الأخرى، واختبار مدى صلابة الدعم المقبل، وفي بعض الحالات، التأرجح بين الأشجار. مع ذلك، بعض الأنواع من السحالي لها أطراف متقلصة الحجم، التي تساعدها على تجنب أن تُعاق حركة الطرف بالأفرع المؤثرة.

### الذيول القابضة
العديد من الأنواع الشجرية، مثل شيهم الأشجار، الحرباء، آكلات النمل الحريرية، القرود العنكبوتية، والبوسوم، يستخدمون ذيلا قابضا للإمساك بالأفرع. عند القرد العنكبوت وأبو بريص المتوج، طرف ذيله له إما رقعة عارية أو مخمد لاصق، الذي يوفر احتكاكًا زائدًا.

### المخالب
يمكن أن تُستخدم المخالب للتفاعل مع الركائز الخشنة وتعيد توجيه القوى التي يستخدمها الحيوان. هذا الأمر هو ما يُمكّن السنجابيات من تسلق جذوع الأشجار الكبيرة بدرجةٍ تجعلها مسطحة بشكلٍ أساسي، من جهة الحيوانات الصغيرة المماثلة. وبالرغم من ذلك، يمكن أن تتدخل المخالب في قدرة الحيوان على التمسك بالأفرع الصغيرة للغاية، كما قد تلتف كثيرًا حوله، وتوخز قدم الحيوان نفسه.

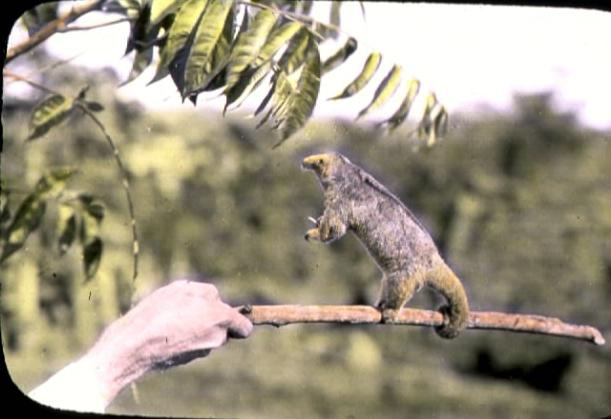
يستخدم آكل النمل الحريري ذيله القابض كذراعٍ ثالث من أجل التوازن، بينما تساعد مخالبه في سهولة التمسك بالأفرع وتسلقها.

### الالتصاق
الالتصاق بديل للمخالب، وهو الذي يعمل أفضل على الأسطح الناعمة. الالتصاق الرطب شائع عند ضفدع الأشجار والسمندر الشجري، ويعمل إما بالشفط أو بالالتصاق الشعري. والالتصاق الجاف يتميز بالأفضلية عند أصابع الأقدام المتخصصة لدى أبو بريص، الذي يستخدم قوى فان دير فالس للالتصاق بالعديد من الأسطح، حتى الزجاج.

### التمسك
تستخدم الرئيسيات التمسك الاحتكاكي، معتمدة على الأصابع عديمة الشعر. ويولد الضغط على الفرع بين أطراف الأصابع طاقة احتكاكية تثبت يد الحيوان على الفرع. مع العلم، بأن هذا النوع من التمسك يعتمد على زاوية الطاقة الاحتكاكية، وبذلك على قطر الفرع أيضًا، ومع الأفرع الأكبر ينتج عنه قدرة أقل على التمسك.
والحيوانات الأخرى غير الرئيسيات التي تستخدم التمسك في التسلق تتضمن، الحرباء، التي لها أرجل ماسكة مثل القفّازات، والعديد من الطيور التي تتمسك بالأفرع عند الجثوم على الأفرع والتحرك بينها.

### الأرجل القابلة للعكس
للتحكم في النزول، خاصة من الأفرع واسعة القطر، طورت بعض الحيوانات الشجرية، خاصةً السنجابيات مفاصل كاحلية قابلة للحركة بشكلٍ كبير تسمح بتدوير القدم لوضع «معكوس». هذا يسمح للمخالب بالتكلب في السطح الخشن للحاء، معارضًا قوة الجاذبية.

### مركز كتلة منخفض
العديد من الأنواع الشجرية تخفض مركز كتلتها لتقليل الحركة المتأرجحة والمسقطة عند التسلق. ويمكن تحقيق هذا بالقيام بتغيرات وضعية، ونسب البدن المتغيرة، أو الحجم الأصغر.

### صغر الحجم
يوفر صغر الحجم العديد من المزايا للأنواع الشجرية، مثل زيادة الحجم النسبي للأفرع بالنسبة للحيوان، ومركز كتلة أكثر انخفاضًا، واستقرارًا زائدًا، وكتلة أكثر انخفاضًا (سامحة بالحركة على الأفرع الأصغر)، والقدرة على الحركة عبر المواطن الأكثر ازدحامًا.

### التعلق عاليًا
بعض أنواع الرئيسيات، مثل الخفاش، وكل أنواع حيوان الكسلان، تصل لدرجة الاستقرار بالتعلق أسفل الفرع. ويصبح الاهتزاز والميل غير ذي صلة، بما أن طريقة الفشل الوحيدة ستكون فقدان التمسك.

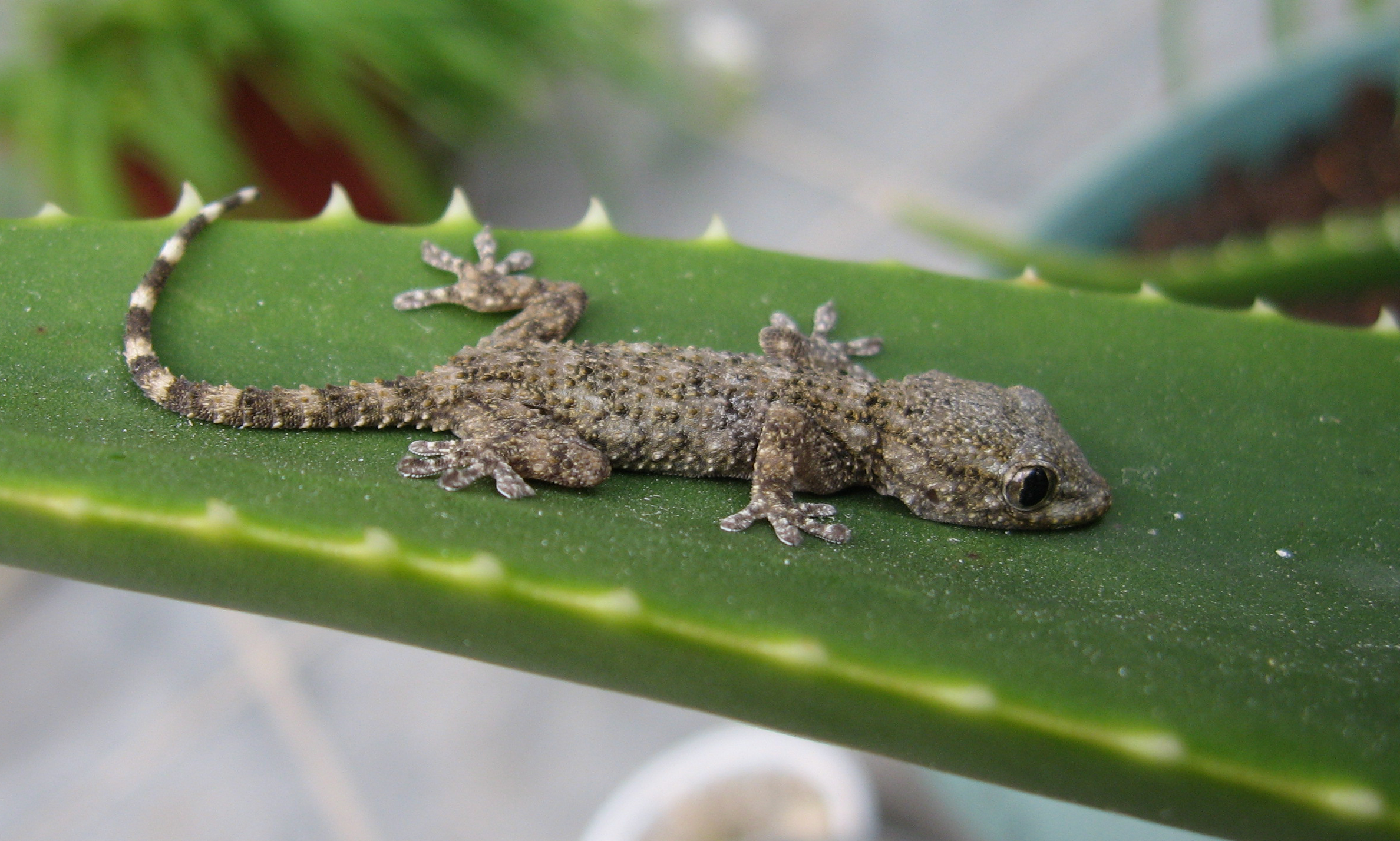
تلتصق أصابع أرجل أبو بريص بالأسطح عن طريق الالتصاق الجاف، لتمكنه من البقاء ملتصقًا بثباتٍ بفرع أو حتى حائط مسطح.

## التخصصات السلوكية
لدى الأنواع الشجرية سلوكيات متخصصة للتحرك في مواطنها، معظمها يبرز من ناحية الوضع وطريقة المشي. وبالأخص، فالثدييات الشجرية تخطو خطوات أطول، وتمد أطرافها للأمام والخلف أكثر خلال الخطوة، وتتبنى وضعية أكثر «ربوضًا» لخفض مركز الكتلة، واستخدام مشية بتسلسل قطري.

## العواقب الإيكولوجية
يمنح التحرك الشجري للحيوانات الوصول إلى الموارد المختلفة، اعتمادًا على قدراتها. ويمكن أن تكون الأنواع الأكبر محدودة بالتحرك على الأفرع واسعة القطر التي يمكن أن توفر الدعم لوزنها، بينما تتجنب الأنواع الأصغر المنافسة بالتحرك في الأفرع الأضيق.

## التسلق بدون الأشجار
تتسلق العديد من الحيوانات في المواطن الأخرى، مثلاً على أكوام الصخور والجبال، وفي تلك المواطن، تنتطبق العديد من المبادئ نفسها بسبب انحدارات، الحواف الضيقة، ومشاكل التوازن. مع العلم بأنه قد تم إجراء القليل من الأبحاث على المتطلبات الخاصة للتحرك في هذه المواطن.
وربما أكثر الحيوانات الاستثنائية المتحركة على أوجه الصخور المنحدرة أو حتى القريبة من أن تكون رأسية، عن طريق التوازن الحذر، والقفز، هم الأنواع المختلفة من الكابريد الساكنة الجبال، مثل ضأن بربري، المارخور، القطاس، أيبكس، الطهر، ماعز الجبال الصخرية، والشامواه. وقد تتضمن تكيفاتها على مخمدٍ مطاطي ناعم بين حوافرها للتمسك، وحوافر بحوافٍ حادة من الكيراتين للتموضع في مواطئ القدم الصغيرة، ومخالب بارزة الندى. نمر الثلوج، بكونه مفترسًا للكابريد، فله أيضًا قدرات توازن وقفز مذهلة؛ يقدر على القفز لمسافة تصل إلى ~17متر (~50&قدم). ومن المتوازنين والقافزين الآخرين حمار الزرد الجبلي، التابير الجبلي، والوبريات.

## التأرجح بين الأشجار
التأرجح بين الأشجار هو شكل متخصص من التنقل الشجري، يستخدمه الرئيسيات للتحرك بسرعة كبيرة بالتأرجح تحت الأفرع. يمكن القول إنها خلاصة التنقل الشجري، تتضمن التأرجح بالأذرع من خلال الإمساك من عروةٍ إلى أخرى. والقليل من الأنواع فقط هي متأرجحة بين الأشجار، وكلها من الرئيسيات، وهي طريقة مهمة للتنقل عند قرد العنكبوت والجيبون، وأحيانًا تستخدمها إناث إنسان الغاب، والجيبون هي الخبيرة في هذه الطريقة للتحرك، متأرجحة من فرعٍ إلى فرعٍ لمسافاتٍ تصل إلى 15 مترًا (50 قدمًا)، متنقلة بسرعات تصل إلى 56 كم/ساعة (35 ميل/ساعة).

## الانزلاق بين الأشجار
لعبور الفجوات بين الأشجار، أصبحت العديد من الحيوانات مثل السنجاب الطائر متكيفة على الانزلاق.

## التسلق بدون أطراف

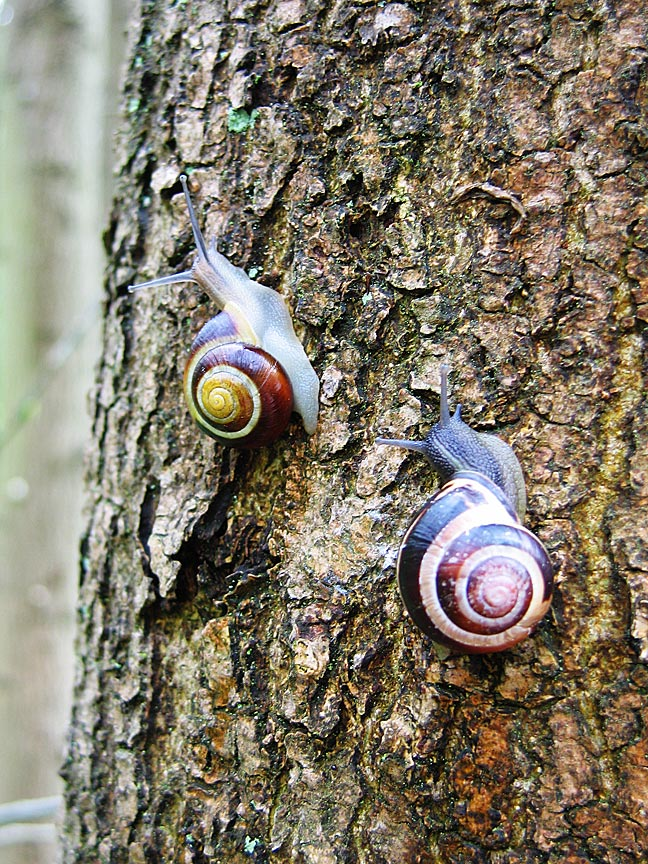
يستخدم حلزون الأشجار مادته اللعابية اللزجة لمساعدته في تسلق الأشجار، بما أنه يفتقد إلى الأطراف للقيام بذلك.

العديد من أنواع الثعابين هي شجرية بدرجةٍ عالية، وطور بعضها جهازًا عضليًا متخصصًا لهذا الموطن. بينما تتحرك الثعابين في المواطن الشجرية، تتحرك ببطء بطول فرع عار باستخدام شكل متخصص من الحركة المطوية، ولكن عند بروز فرع ثانوي من الفرع المتحرك عليه، تستخدم الثعابين الحركة الموجية الجانبية، الطريقة الأكثر سرعة. نتيجة لذلك، تؤدي الثعابين أداء أفضل على الأفرع الصغيرة في البيئات المزدحمة، بينما الكائنات ذات الأطراف يبدو أنها تؤدي أداءً أفضل على الأغصان الكبيرة في البيئات غير المزدحمة.

## الحيوانات الشجرية
العديد من أنواع الحيوانات شجرية، بشكل أكثر من أن يتم إدراجها منفردة. هذه قائمة بالأنواع الشجرية البارزة أو الغالبة وذات التصنيف الأعلى.
- الرئيسيات
- السنوريات
- الفلنجريات
- الأبسوم
- الكسلانيات
- آكلات النمل
- زبابيات الشجر
- الماعز
- الكولوجو
- الكنكاج
- الزباديات
- العديد من القوارض
- الببغاء
- الوزغ
- الحرباء
- العديد من السحالي الأخرى
- المامبا
- أفعى الشجر البنية
- العديد من الثعابين الأخرى
- حشرات الشبحيات
- العديد من مفصليات الأرجل الأخرى
- حلزون الشجر
- الكوالا